# Stingray (cómic)
Stingray (llamado Mantarraya en muchas de las traducciones al español) es un superhéroe que aparece en los cómics estadounidenses publicados por la editorial Marvel Comics. Creado por Roy Thomas y Bill Everett, el personaje apareció por primera vez en Tales to Astonish #95 (septiembre de 1967). Stingray es ingeniero y oceanógrafo.

## Historial de publicaciones
El personaje aparece por primera vez como Walter Newell en Tales to Astonish # 95 (septiembre de 1967) y como Stingray en Prince Namor, el Submarinero # 19 (noviembre de 1969).

## Biografía ficticia
Walter Newell aparece por primera vez en el título Tales to Astonish como oceanógrafo que trabaja para el gobierno de los Estados Unidos. El personaje se encuentra con el héroe híbrido humano / atlante Namor el Sub-Marinero y su amante Lady Dorma, mientras supervisa la construcción de una ciudad submarina con cúpula cuyo propósito es cosechar alimentos para la humanidad. La ciudad, sin embargo, es destruida por el villano el Saqueador. Newell se convierte en un personaje perenne en el título Príncipe Namor, el Submarinero y ayuda al héroe y Dorma contra el villano Tiburón Tigre y el gobierno lo obliga a investigar la desaparición del agua de los océanos de la Tierra. Esto se atribuye a los extraterrestres que se cree que están en alianza con Namor. Con la orden de capturar a Namor, Newell desarrolla un traje basado en la forma de la criatura marina manta raya, y cuando 'Stingray' captura a Namor, que estaba debilitado en ese momento. Newell, sin embargo, cree que Namor es inocente y le permite escapar.
Stingray ayuda a Namor y al Inhumano Tritón contra un grupo de atlantes que destruyen un transatlántico y afirman falsamente que lo han hecho por Namor. Se revela que el culpable es el atlante señor de la guerra Attuma, quien finalmente es derrotado. Stingray ayuda a Namor en la búsqueda de su padre Leonard Mackenzie, y Mackenzie muere accidentalmente en una batalla con los villanos Llyra y Tiburón Tigre.
Después de breves apariciones en los títulos de Hulk y Los Defensores respectivamente, Newell se convierte en una estrella invitada habitual en el título Marvel Two-In-One. El personaje traslada sus instalaciones oceanográficas y su investigación a Hydro-Base, una isla artificial utilizada anteriormente por el ecologista loco Doctor Hydro (ocupada por el Dr. Henry Croft y los pasajeros de un avión, que fueron capturados por Hydro y transformados en merfolk conocidos como los Hydro-Men). Como Stingray, Newell ayuda a The Thing, miembro de los Cuatro Fantásticos; Tritón y la heroína Bruja Escarlata contra los villanos del Escuadrón Serpiente y la compañía Roxxon Oil para evitar que obtengan el artefacto de la Corona Serpiente. Stingray está presente cuando Mister Fantástico cura a Croft y a los demás pasajeros, y ayuda a Thing, y a los Inhumanos Gorgon y Karnak contra los secuaces de Maelstrom, que roban una dosis del compuesto curativo.
Newell se casa con Diane Arliss, la hermana de Todd Arliss (el verdadero nombre del villano Tiburón Tigre) y alquila parte de Hydro-Base al equipo de superhéroes, Los Vengadores, y se convierte en miembro asociado del equipo. Durante la primera historia de "Armor Wars", el vengador Iron Man se enfrenta a Stingray, creyendo erróneamente que el traje de Newell se basó en tecnología robada de Stark Enterprises, lo que obligó a Stark a despedir públicamente a Iron Man para proteger a su compañía de sus acciones actuales. después de que confirmó que el traje de Stingray había sido creado independientemente. Stingray ayuda a los Vengadores cuando Hydro-Base es invadida por Heavy Metal, un equipo de villanos robot (que consiste en el Super-Adaptoide, Machine Man, Asombroso Androide, TESS-One y el Kree Sentry 459).
Durante la historia "Actos de Venganza", la Hydro-Base es dañada por un ataque de los Doombots del Doctor Doom y se hunde, Stingray ayuda al vengador Quasar en un rescate de operación, y luego unirse a un grupo de Vengadores de reserva en una batalla contra el impresionante Androide de Pensador Loco. En el título Marvel Comics Presents, Stingray se encuentra ahora con el cuñado Tiger Shark y después de una batalla trabajan juntos para salvar a Diane Arliss, quien está atrapada después de un derrumbe. El personaje ayuda a los Vengadores; el súper equipo canadiense Alpha Flight y el Protectorado del Pueblo durante la trama de The Crossing y con Namor lucha contra un ejército subterráneo.
Después de que ofrece en una sola historia Presentes Marvel Comics los personajes aparece en el primer guion del tercer volumen del título de los Vengadores y en el título Mutante X. Stingray ayuda a los Vengadores en una historia extendida contra el villano futurista Kang el Conquistador; aparece en la serie limitada Avengers/Thunderbolts y los números finales del tercer volumen de los Vengadores.
Durante la historia de la "Civil War", Stingray es miembro de los Vengadores Secretos, liderados por el Capitán América, que se oponen a la Ley de Registro Sobrehumano. Después del arresto del Capitán América y la muerte posterior, Stingray acepta la oferta de Tony Stark (alter ego de Iron Man) de un perdón completo, y se une a la Iniciativa.
El personaje aparece en otra historia en solitario en el segundo volumen de Marvel Comics Presents y de forma continua en el título Avengers: The Initiative.
Durante la historia de "AXIS", Stingray se encuentra entre los héroes reclutados por un Doctor Doom invertido para unirse a su equipo de Vengadores. Este grupo trata de enfocarse en las personas inocentes puestas en peligro donde Bruja Escarlata, ahora indiferente a la moralidad, ataca a Latveria. Stingray hace su parte al rescatar a varias personas de un río lleno de escombros. Sus acciones le valieron el respeto del U.S. Agent.
Como parte de "All-New, All-Different Marvel," Stingray es visto como parte de los Mercs por Dinero de Deadpool. Más tarde se reveló que Stingray es en realidad un agente doble asignado por el Capitán América para espiar al equipo de Deadpool.
Durante la historia del "Imperio Secreto", Stingray aparece como miembro del Underground, que es un movimiento de resistencia tras la toma de control de los Estados Unidos por parte de Hydra.
Stingray y Diane fueron más tarde en un crucero que fue atacado por Tiburón Tigre. Su lucha tuvo lugar bajo el agua hasta que Namor se estrelló exigiendo su lealtad. Cuando Stingray intentó razonar con Namor, fue atacado por los Tiburones de Guerra convocados por Namor, lo que obligó al Tiburón Tigre a ponerse del lado de Namor. Este ataque lo dejó cerca de la muerte, pero sobrevivió como se confirmó cuando los Vengadores se enfrentaron a Namor y los Defensores de las profundidades sobre esta acción.
Durante el evento "Iron Man 2020", Stingray luchó contra el Capitán Barracuda y su ejército de Robo-Buccaneers en el Triángulo de las Bermudas. La batalla fue destruida por Machinesmith, quien persuadió a los Robo-Buccaneers para unirse al Ejército de AI. Mientras los Robo-Buccaneers aceptan la oferta y se van con Machinesmith, Stingray le dice al confundido Capitán Barracuda que tendrá que noquearlo ahora.

## Poderes y habilidades
Walter Newell diseñó y viste el traje de batalla Stingray, un traje de exoesqueleto blindado compuesto por un cartílago artificial superduro diseñado principalmente para uso subacuático. El traje de batalla Stingray mejora su fuerza y durabilidad a niveles sobrehumanos, lo que le permite operar dentro de las presiones aplastantes de las profundidades del océano. Su traje está equipado con un sistema de difusión de oxígeno que proporciona aire respirable casi indefinidamente, lo que le permite respirar bajo el agua. El traje también le brinda una mayor velocidad de natación y sus alas aerodinámicas le permiten deslizarse por el aire a grandes distancias. El arma ofensiva principal del traje es un poderoso dispositivo de descarga eléctrica integrado en el exoesqueleto, capaz de proyectar pernos de hasta 20,000 voltios a través del aire o el agua y liberarse a través de los guantes.
Walter Newell tiene un intelecto talentoso y tiene un doctorado en oceanografía. Es un oceanógrafo experimentado y un inventor experto de equipos oceanográficos experimentales.

## Otras versiones

### Era de Apocalipsis
En la realidad de Era de Apocalipsis, Stingray es el capitán del submarino Excalibur que transporta refugiados a Avalon.

### Marvel Zombies
Stingray es visto como parte de la horda de héroes zombis en Ultimate Fantastic Four.

### Mutante X
En la realidad de Mutante X, Stingray es miembro de los Defensores. Stingray estaba en una misión en Atlantis cuando los Centinelas atacan la Mansión de los Vengadores. Se unió a los Defensores para evitar que la Reina Duende entrara en el Nexo de todas las realidades.

### Secret Wars
Durante la historia de "Secret Wars", una versión de Stingray reside en el dominio futurista de Battleworld de Technopolis (que se basa en un mundo en el que todos usan armaduras para vivir y sobrevivir debido a un virus desconocido en el aire). Esta versión es un espía equipado con una armadura avanzada desarrollada por Arno Stark. Arno Stark y Wilson Fisk lo envían a espiar a Kiri Oshiro y termina tratando de matar a la niña y a su amiga Lila Rhodes después de afirmar que no puede dejar ningún testigo. Kiri logra derrotar a Stingray antes de que pueda matar a Lila.

## En otros medios

### Televisión
Stingray aparece en el episodio de Iron Man, "Armor Wars" Pt. 2, con la voz de Tom Kane. Stingray es un oficial de comando naval que puede utilizar el agua y el aire a su favor. Iron Man lo ataca por su armadura cuando se pensaba que había sido un invento de la Armadura Stark robada. Cuando Iron Man derriba a Stingray y coloca un factor negativo de poder (máquinas que fueron creadas para desactivar su tecnología robada) sobre él, se entera de que el traje de Stingray no tenía tecnología de los diseños de la Armadura Stark.

### Videojuegos
Stingray aparece en Lego Marvel Super Heroes 2. Ayuda al Capitán América, Capitán Marvel, Doctor Strange, Hulk y Thor en la sección Lemuria de Chronopolis cuando se trata de reclamar un fragmento del Nexo de Todas las Realidades de Attuma.

## Recepción
Newsarama calificó a Stingray como el décimo peormiembro de los Vengadores que describió a Stingray como "un hombre en una capa con todos los poderes de un biólogo marino".